# (58931) Палмис
(58931) Палмис (лат. Palmys) — типичный троянский астероид Юпитера, движущийся в точке Лагранжа L5, в 60° позади планеты. Астероид был открыт 28 июня 1998 года бельгийским астрономом Эриком Эльстом в обсерватории Ла-Силья и назван в честь одного из защитников Трои.

Орбита астероида Палмис и его положение в Солнечной системе